# Baybay
Baybay (Dakbayan sa Baybay en cebuano ; Lungsod ng Baybay en tagalog) est une ville philippine dans la province de Leyte, sur l'île de Leyte.

## Géographie
La ville borde la côte ouest de l'île. Couvrant 459,34 km2, elle est composée de 92 barangays.

## Histoire
La ville de Baybay fut fondée en 1620.

## Administration

### Démographie
Selon le recensement de 2007, il y a 102 526 habitants : la commune est donc la deuxième plus grande ville de la province après Ormoc City.

### Barangays
La ville est divisée en 92 barangays, 23 sont situées dans la ville (problacion) et 68 sont rurales.
- Higulo-un
- Hilapnitan
- Hipusngo
- Igang
- Imelda
- Jaena
- Kabalasan
- Kabatuan
- Kabungaan
- Kagumay
- Kambonggan
- Kansungka
- Kantagnos
- Kilim
- Lintaon
- Maganhan
- Mahayahay
- Mailhi
- Maitum
- Makinhas
- Mapgap
- Marcos
- Maslug
- Matam-est
- Maybog
- Maypatag
- Monterico
- Monteverde
- Palhi
- Pangasugan
- Pansagan
- Patag
- Plaridel
- Poblacion Zone 1
- Poblacion Zone 2
- Poblacion Zone 3
- Poblacion Zone 4
- Poblacion Zone 5
- Poblacion Zone 6
- Poblacion Zone 7
- Poblacion Zone 8
- Poblacion Zone 9
- Poblacion Zone 10
- Poblacion Zone 11
- Poblacion Zone 12
- Poblacion Zone 13
- Poblacion Zone 14
- Poblacion Zone 15
- Poblacion Zone 16
- Poblacion Zone 17
- Poblacion Zone 18
- Poblacion Zone 19
- Poblacion Zone 20
- Poblacion Zone 21
- Poblacion Zone 22
- Poblacion Zone 23
- Pomponan
- Punta
- Sabang
- Sapa
- San Agustin
- San Isidro
- San Juan
- Sta.  Cruz
- Sto.  Rosario (situé dans poblacion)
- Villa Mag-aso
- Villa Solidaridad
- Zacarito

## Économie
Les activités principales de la ville sont la pêche et l'agriculture. Ainsi, la ville comporte des cultures de riz, de fruits, de légumes et d'abacas. Cependant, on y trouve aussi des industries artisanales basées sur le bambou, la céramique, la confection de vêtements, et le tissage. La ville comporte le plus grand port de la région. Le port de Baybay permet aux habitants de rejoindre la ville de Cebu ou les autres îles de la région des Visayas.

## Éducation
L'université d'état de Visayas se situe dans la ville de Baybay.

## Culture

### Festivals
- Binaybon Festival : tous les 27 décembre.
- Sirong Festival
- Halaran Festival